# Antonina Krivoshapka

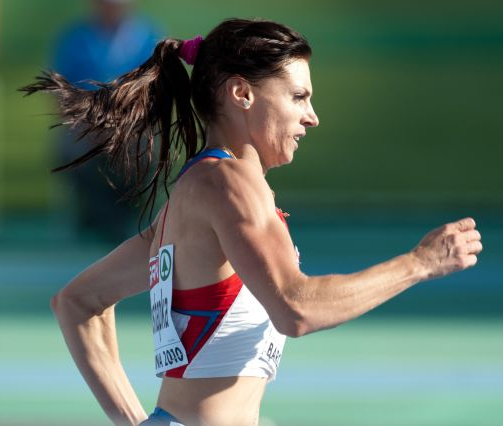
Antonina Krivoshapka en Barcelona, en 2010.

Antonina Vladímirovna Krivoshapka (en ruso: Антонина Владимировна Кривошапка; nacida el 21 de julio de 1987) es una atleta rusa que se especializa en los 400 metros. Tiene en los 400 m marcas personales de 49.16 s y 50.55 s al aire libre y en interiores respectivamente.
Proveniente de Rostov-on-Don, Krivoshapka ganó la medalla de plata en los 400 m en los Campeonatos Mundiales Juveniles de 2003 en un tiempo de 53,54 s, y ganó el bronce en el Relevo Combinado. Sin embargo, ella tuvo poco éxito en los años siguientes, ubicándose sólo en el quinto lugar en las eliminatorias de los Campeonatos del Mundo Junior 2004. No mejoró en su mejor marca personal en 2005 o 2006, y sólo compitió en el nivel nacional. Sin embargo, comenzó a mejorar de forma constante sus actuaciones en 2007 y 2008, la publicación de las mejores marcas de temporada de 52,32 s y 51,24 s respectivamente.